# Brodo primordiale
Il brodo primordiale, noto anche come brodo prebiotico, è un ipotetico ambiente ancestrale in cui si pensa possano essere avvenuti gli eventi chimico-fisici che avrebbero poi dato origine alla vita sulla terra. Dal punto di vista chimico il brodo primordiale è una miscela acquosa di sali inorganici e vari composti chimici semplici a base di carbonio, idrogeno, ossigeno e azoto, sia di natura organica (idrocarburi, amminoacidi, acidi carbossilici, brevi polimeri) sia di natura inorganica (ammoniaca, anidride carbonica).

## Ipotesi sull'origine
Già Charles Darwin ipotizzava un "piccolo stagno caldo" in una lettera a Joseph Dalton Hooker il 1º febbraio 1871.
Prima della comparsa della vita l'atmosfera terrestre era prevalentemente costituita da azoto, anidride carbonica, vapore acqueo e pochi altri gas, mentre l'idrosfera era caratterizzata quasi esclusivamente da acqua allo stato liquido, considerando le elevate temperature del giovane pianeta Terra. Sotto l'azione di fonti di energia libera, quali i raggi ultravioletti solari e le scariche elettriche dei primi temporali, i gas atmosferici e le sostanze presenti negli oceani avrebbero dato luogo ad una serie di reazioni chimiche con la conseguente formazione delle prime molecole complesse. Quindi queste molecole si sarebbero accumulate in grande quantità negli oceani, dal momento che l'assenza di ossigeno e di qualsiasi organismo in grado di metabolizzarle ne limitava significativamente il degrado: attualmente un terreno di coltura con le caratteristiche del brodo primordiale abbandonato in natura verrebbe rapidamente ossidato e metabolizzato. In questo ambiente ancestrale, con dinamiche ancora oggi non del tutto chiare, si sarebbero formati i primi agglomerati di molecole organiche abbastanza complessi da poter essere definiti cellule.

## L'esperimento di Miller-Urey
L'esperimento di Miller-Urey è stato il primo a dimostrare che le molecole organiche nelle giuste condizioni ambientali si possono formare spontaneamente a partire da sostanze inorganiche più semplici. L'esperimento portò di fatto alla formazione di una miscela organica aventi le caratteristiche chimiche del "brodo primordiale". L'esperimento fu condotto nel 1953 da Stanley Miller e da Harold Urey, il suo docente, per dimostrare la teoria del brodo primordiale di Oparin e John Burdon Sanderson Haldane che ipotizzavano che le condizioni della Terra primordiale avessero favorito reazioni chimiche conducenti alla formazione di composti organici a partire da componenti inorganiche.